# CQ Amateur Radio
『CQ Amateur Radio』（シーキュー・アマチュア・レディオ）は、1945年に創刊したアメリカ合衆国のアマチュア無線愛好家のための雑誌である。
オリジナルは英語版であり、アメリカ合衆国を中心として世界中で読まれている。スペインではスペイン語版が発行されており、英語版の記事の翻訳のほか、独自の記事も掲載されている。また、1995年から2000年まではフランスでも同様のフランス語版(ISSN 1267-2750)が発行されていた。なお、日本には似た名前のアマチュア無線雑誌『CQ ham radio』があるが、同誌との関連はない。区別のために『CQ Amateur Radio』は日本では『US-CQ誌』と呼ばれる。
2023年3月号をもって紙面版が、2023年10月号をもって電子版の発行が停止し、2024年2月現在ウェブサイトも閉鎖されている。この状況についてARRL(発行元ではない）が声明を出している
2024年3月現在、cq-amateur-radio.comというドメイン自体が消滅している

## コンテストとアワード
CQ Amateur Radioは、CQワールドワイド160mコンテスト、CQワールドワイドWPXコンテスト、CQワールドワイドRTTYコンテスト、CQワールドワイドRTTY WPXコンテスト、CQワールドワイドDXコンテスト、CQワールドワイドVHFコンテストなどのコンテストを主催し、その結果を同誌上で発表している。これらのコンテストは全て、世界中のアマチュア無線家が参加可能である。
CQ Amateur Radioは多くのアワードも発行している。その中で最も有名なのはWorked All Zonesである。